# Tağılar
Tağılar är en ort i Azerbajdzjan.   Den ligger i distriktet Bərdə Rayonu, i den centrala delen av landet, 240 km väster om huvudstaden Baku. Tağılar ligger 82 meter över havet och antalet invånare är 277.
Terrängen runt Tağılar är platt. Runt Tağılar är det ganska tätbefolkat, med 129 invånare per kvadratkilometer.. Närmaste större samhälle är Yevlakh, 17,4 km nordost om Tağılar.
Trakten runt Tağılar består till största delen av jordbruksmark.